# Negha meridionalis
Negha meridionalis är en halssländeart som beskrevs av U. Aspöck 1988. Negha meridionalis ingår i släktet Negha och familjen reliktsländor. Inga underarter finns listade i Catalogue of Life.